# Людиг, Михкель Яковлевич
Михкель Яковлевич Людиг (9 мая 1880, Рейо, Перновский уезд — 7 мая 1958, Таллин) — эстонский и советский композитор, органист, хормейстер, музыкальный педагог, симфонический дирижёр, народный артист Эстонской ССР (1955). Руководил эстонскими хорами в Петербурге, на певчих праздниках в Тарту, Таллине и др. Написал свыше 60 хоров, главным образом для смешанных голосов а капелла, в народном духе, разнообразных по содержанию (Песня Родине, Лес, Песня на качелях, Лесное озеро)

## Биография
Родился 9 мая 1880 года в деревушке Рейо Лифляндской губернии, сейчас это Пярнуская область.
Окончил Петербургскую консерваторию в 1904 году как композитор (руководитель Н. А. Римский-Корсаков, А. К. Глазунов и Н. Ф. Соколов) и как органист у Л. Ф. Гомилиуса.
Работал органистом в Пярну (с 1896—1898), хормейстером и органистом в Петербурге (1898—1917).
Выступал как хоровой дирижёр на 5м Певческом празднике в Ревеле (Таллине)в 1910 году.
Как симфонический дирижёр и органист, Людиг гастролировал в России, Франции, Аргентине.
Основал в 1919 году Таллинское высшее музыкальное училище (с 1923 г. — консерватория) и являлся его первым директором. Преподавал.
В 1925—1928 годах работал в Аргентине, где руководил эстонскими и немецкими хорами. Позже работал педагогом и хормейстером в Таллине 1955 году. Умер 7 мая 1958 г. в Таллине. Похоронен на Vändra old cemetery.

## Награды и звания
- орден «Знак Почёта» (30.12.1956)
- Народный артист Эстонской ССР (1955)
- Заслуженный деятель искусств Эстонской ССР

## Сочинения для хора и симфонического оркестра
- Торжественная кантата (слова О.Мяги 1906)
- Торжественная песня (слова О.Мяги 1910)

Увертюры-фантазии:
- 1я(1906 год)
- 2я(1945 год)
- Поэма «Иванова ночь»(1910)

Для скрипки и симфонического оркестра
- Народный танец и романс (1947)

Для виолончели и симфонического оркестра:
- Эстонская мелодия (1947)
- Баллада(1947)

## Хоры
- Песня на качелях (слова народные; 1907)
- Из тихой рощи (слова А.Хаава; 1908)
- Лесное озеро (Озеро в дремучем лесу; слова К.Сеета; 1913)
- Коза и волк (слова народные; 1915)
- Лес(слова К.Сеета; 1932)
- Сосна (слова М. Лермонтова; 1945)
- На страже мира (слова Н.Элгасте; 1952).